# Stratiomys hispanica
Stratiomys hispanica är en tvåvingeart som först beskrevs av Pleske 1901.  Stratiomys hispanica ingår i släktet Stratiomys och familjen vapenflugor. Inga underarter finns listade i Catalogue of Life.